# شالبوزداغ
شالبوزداغ (به لاتین: Mount Shalbuzdag) یک کوه در روسیه و جمهوری آذربایجان است که در داغستان واقع شده‌است. شالبوزداغ ۴٬۱۴۲ متر بالاتر از سطح دریا واقع شده‌است.